# Villa Baviera
Villa Baviera, nota anche come Colonia Dignidad, è un villaggio cileno posto 35 km a sud-est di Parral, provincia di Linares, nella regione del Maule, sulla sponda settentrionale del fiume Perquilauquén, fondato come colonia da rifugiati tedeschi ex nazisti fuggiti dalla Germania dopo la fine della seconda guerra mondiale. Durante la dittatura militare del generale Augusto Pinochet negli anni 1970 divenne un centro di internamento, tortura e assassinio di dissidenti politici. Con il ritorno della democrazia nel 1991, fu ribattezzata Villa Baviera e i suoi "residenti" furono liberati. La popolazione attuale ammonta a circa 200 abitanti.

## Storia
Fu fondato come Colonia Dignidad da un gruppo di immigrati tedeschi guidati da Paul Schäfer, ex ufficiale paramedico della Luftwaffe, nel 1961.
Nel momento del suo massimo sviluppo, Villa Baviera ospitava circa 300 residenti tra tedeschi e cileni, distribuiti su una superficie di 137 chilometri quadrati. Le principali attività economiche erano legate all'agricoltura; la colonia ospitava una scuola, un ospedale, due piste di atterraggio, un ristorante e una centrale energetica. Il villaggio, circondato da una barriera elettrificata con torri di osservazione e proiettori di ricerca, era difeso da armi di vario genere, tra cui un carro armato.

### Legami col nazismo
Sia la CIA sia Simon Wiesenthal hanno presentato un'ampia documentazione che testimonia come Josef Mengele, noto per la sua sperimentazione umana nei campi di concentramento durante l'Olocausto, abbia vissuto nella colonia.

### Torture
Durante la dittatura militare di Augusto Pinochet, la colonia servì come centro di tortura. Nel 1991 il Centro nazionale per la verità e la riconciliazione ha rivelato che "un certo numero di persone sono state prelevate, tenute prigioniere nella colonia e sono state soggette a tortura da parte di agenti della DINA; inoltre, alcuni residenti hanno partecipato alle azioni".
Tv, giornali, radio e calendari erano assolutamente proibiti, i trasgressori subivano un processo di fronte alla comunità (circa 300 persone) e le pene erano corporali. Il condannato veniva inoltre privato del cibo e, in casi di recidiva, veniva trattato con psicofarmaci per fiaccarne la volontà. Molto frequente era la pratica dell'elettroshock; moltissimi prigionieri morirono e furono sepolti in fosse comuni.
Molto stretto fu il legame con il regime di Pinochet. Nella colonia vennero testati gli effetti del gas letale Sarin, che la DINA voleva usare contro gli oppositori del regime. Colonia Dignidad prese parte dal 1973 all'operazione Condor, organizzata dalla CIA, in complicità con alcune dittature sudamericane: l'Argentina di Videla, il Cile di Pinochet ed il Paraguay di Alfredo Stroessner, volta a contrastare attività comuniste con ogni mezzo, compresi rapimenti, torture e omicidi, ma anche colpi di Stato. Le connivenze erano molto estese e coinvolgevano uomini d'affari, giudici e politici.

### Accuse di abusi
Alcune persone che hanno lasciato la colonia l'hanno descritta come una setta, in cui il leader Paul Schäfer deteneva il potere. Essi asseriscono che ai residenti non era permesso lasciare la colonia e che erano segregati separatamente in base al sesso. Televisione, telefoni e calendari erano banditi. I residenti dovevano lavorare indossando vestiti di foggia bavarese e cantare canzoni in tedesco. Il sesso era bandito e alcuni residenti erano forzati a prendere farmaci che riducevano il desiderio. Farmaci venivano utilizzati per sedare soprattutto le giovani ragazze, ma anche i maschi. Questa disciplina così severa prevedeva pestaggi e torture; Schäfer la riteneva una forma di arricchimento spirituale.

### Molestie su bambini
Paul Schäfer, ex ufficiale paramedico della Luftwaffe, era stato il fondatore e primo leader della Colonia Dignidad. Egli aveva lasciato la Germania nel 1961, dopo essere stato accusato di avere abusato sessualmente di due ragazzi. Il 20 maggio 1997 lasciò il Cile, perseguito dalle autorità con l'accusa di avere molestato ventisei bambini della colonia. 
Schäfer era anche ricercato in relazione alla scomparsa, avvenuta nel 1985, di Boris Weisfeiler, un ebreo statunitense, professore di matematica di origine russa.
Nel marzo 2005 fu arrestato in Argentina ed estradato in Cile. Schäfer, dopo essere stato condannato a trentatré anni di reclusione, è morto per un attacco cardiaco mentre era detenuto nel penitenziario di Santiago, il 24 aprile 2010. Altri ventidue membri della Colonia Dignidad, incluso il dottor Hartmut Hopp, secondo in comando, sono stati dichiarati colpevoli di aver favorito gli abusi sui minori.
I bambini della colonia crescevano senza sapere chi fossero i genitori, perché subito dopo il parto erano affidati agli adulti della comunità, chiamati "zii" e "zie".

### Detenzione di armi
Tra giugno e luglio 2000 la polizia cilena ha trovato due depositi di armi dentro o nelle vicinanze della colonia. Il primo, ritrovato dentro la colonia, conteneva mitragliatrici, fucili automatici, lanciarazzi e una grande quantità di munizioni, alcune vecchie di 40 anni. Un carro armato venne trovato sotto terra. Questo ritrovamento è stato definito come il più grosso deposito d'armi in mani private in Cile. Il secondo deposito, trovato fuori dalla colonia, conteneva lanciarazzi e granate.
In gennaio 2005 Michael Townley ha raccontato ad agenti dell'Interpol delle relazioni tra la DINA e Colonia Dignidad. Townley ha dato informazioni su un laboratorio batteriologico dove avrebbe lavorato il chimico Eugenio Berríos. Townley ha fornito evidenze degli esperimenti biologici svolti nella colonia.

### La nuova Villa Baviera
La colonia esiste tutt'oggi, ma i leader dichiarano che sono stati apportati molti cambiamenti. L'attuale leader, Peter Müller, sta cercando di modernizzare la colonia, permettendo ai residenti di lasciarla per studiare all'università e accogliendo turisti. Il 26 agosto 2005, le autorità cilene hanno preso controllo della colonia e delle proprietà in relazione all'investigazione sui leader precedenti. Da allora il controllo è stato assegnato a un avvocato di stato.
Nell'aprile 2006 i membri della colonia hanno espresso pubbliche scuse e chiesto perdono per 40 anni di abusi perpetrati sui minori ed altre violazioni dei diritti dell'uomo, in una pubblica lettera pubblicata su El Mercurio, uno dei principali giornali cileni. Gli ex-membri della colonia dicono che il loro precedente leader Paul Schäfer li aveva soggiogati sia psicologicamente che fisicamente e che molestava anche i loro figli.

## Nella cultura di massa
- Il film Colonia del 2015, diretto da Florian Gallenberger, narra la storia di un ragazzo tedesco mandato a Colonia Dignidad dopo il colpo di stato del 1973 e della sua ragazza che lo raggiunge per aiutarlo a fuggire.